# Everett (Massachusetts)
Everett és una població dels Estats Units a l'estat de Massachusetts. Segons el cens del 2007 tenia 37.269 habitants.

## Demografia
Segons el cens del 2000, Everett tenia 38.037 habitants, 15.435 habitatges, i 9.554 famílies. La densitat de població era de 4.345 habitants/km².
Dels 15.435 habitatges en un 27,6% hi vivien nens de menys de 18 anys, en un 41,8% hi vivien parelles casades, en un 15,2% dones solteres, i en un 38,1% no eren unitats familiars. En el 31,3% dels habitatges hi vivien persones soles l'11,8% de les quals corresponia a persones de 65 anys o més que vivien soles. El nombre mitjà de persones vivint en cada habitatge era de 2,45 i el nombre mitjà de persones que vivien en cada família era de 3,11.
Per edats la població es repartia de la següent manera: un 21,6% tenia menys de 18 anys, un 8,9% entre 18 i 24, un 34,8% entre 25 i 44, un 19,9% de 45 a 60 i un 14,7% 65 anys o més.
L'edat mediana era de 36 anys. Per cada 100 dones de 18 o més anys hi havia 87,4 homes.
La renda mediana per habitatge era de 40.661 $ i la renda mediana per família de 49.876 $. Els homes tenien una renda mediana de 36.047 $ mentre que les dones 30.764 $. La renda per capita de la població era de 19.845 $. Entorn del 9,2% de les famílies i l'11,8% de la població estaven per davall del llindar de pobresa.